# Labus bekilyensis
Labus bekilyensis är en stekelart som beskrevs av Giordani Soika. Labus bekilyensis ingår i släktet Labus och familjen Eumenidae. Inga underarter finns listade i Catalogue of Life.